# Andrioniškis
Andrioniškis (ryska: Андренишкис) är en ort i Litauen. Den ligger i den centrala delen av landet, 100 km norr om huvudstaden Vilnius. Andrioniškis ligger 73 meter över havet och antalet invånare är 278.
Terrängen runt Andrioniškis är huvudsakligen mycket platt. Andrioniškis ligger nere i en dal. Runt Andrioniškis är det glesbefolkat, med 20 invånare per kvadratkilometer. Närmaste större samhälle är Anyksciai, 8,9 km söder om Andrioniškis. Omgivningarna runt Andrioniškis är en mosaik av jordbruksmark och naturlig växtlighet.